# Четрики
Четри́ки (чув. Четрик) — деревня в Красноармейском районе Чувашской Республики. Первое название Черти́ки

## География
Находится в северной части Чувашии, на расстоянии приблизительно 10 км на запад-северо-запад по прямой от районного центра села Красноармейское на левом берегу реки Большая Шатьма.

## История
Известна с 1858 года как околоток села Большая Шатьма с 89 жителями. В 1906 году был учтен 31 двор, 170 жителей, в 1926 — 38 дворов, 186 жителей, в 1939—208 жителей, в 1979—141. В 2002 году было 39 дворов, в 2010 — 31 домохозяйство. В 1928 был образован колхоз «Ыраш», в 2010 действовало ООО «Шатьма». До 2021 года входила в состав Большешатьминского сельского поселения до его упразднения.

## Население
Постоянное население составляло 100 человек (чуваши 100 %) в 2002 году, 88 в 2010.